# Madrid Tennis Grand Prix 1991
Il Madrid Tennis Grand Prix 1991 è stato un torneo di tennis giocato sulla terra rossa. È stata la 20ª edizione del Madrid Tennis Grand Prix che fa parte della categoria World Series nell'ambito dell'ATP Tour 1991. Si è giocato a Madrid in Spagna dal 29 aprile al 5 maggio 1991.

## Campioni

### Singolare
Jordi Arrese ha battuto in finale  Marcelo Filippini con il punteggio di 6–2, 6–4

### Doppio
Gustavo Luza /  Cássio Motta hanno battuto in finale  Luiz Mattar /  Jaime Oncins con il punteggio di 6–0, 7–5